# Station Komorowo Żuławskie
Station Komorowo Żuławskie is een spoorwegstation in de Poolse plaats Komorowo Żuławskie.